# Notre-Dame-de-Bellecombe
Notre-Dame-de-Bellecombe è un comune francese di 542 abitanti situato nel dipartimento della Savoia della regione dell'Alvernia-Rodano-Alpi.

## Società

### Evoluzione demografica
Abitanti censiti